# 중앙보훈병원역
중앙보훈병원역(中央報勳病院驛, VHS Medical Center station)은 서울특별시 강동구 둔촌동에 위치한 서울 지하철 9호선의 전철역이다. 이 역부터 김포공항역까지 지하 구간이다. 심야에 3편성이 주박한다. 영어역명의 VHS는 Veteran Health Service의 약자다. 이 역부터 언주역까지 서울교통공사 구간이다.

## 특징
현재 서울 지하철 9호선의 종점이다. 출구는 3개가 설치되어 있으며, 그 중 1번 출구는 중앙보훈병원의 후문과 성당 쪽으로, 2번 출구는 중앙보훈병원의 정문으로 바로 연결되어 있다. 이 역은 경기도 하남시와 경계에 가까운 곳에 있다.

## 역명의 유래
역명은 역 인근에 있는 중앙보훈병원에서 따 온 것이다. 영어 역명인 'VHS Medical Center'는 'Veterans Health Service Medical Center'의 줄임말이다.

## 역사
- 2018년 8월 9일: 중앙보훈병원역으로 역명 결정[1]
- 2018년 12월 1일: 서울 지하철 9호선 3단계 개통과 함께 영업 개시[2]
- 2028년: 샘터공원역 연장에 중간역 전환 및 동시에 중앙보훈병원행 폐지예정

## 역 구조
역사는 대합실이 지하 2층, 승강장이 지하 4층으로 이루어져 있는 지하역이다.

### 승강장
2면 3선의 승강장을 갖춘 지하역이다. 스크린도어가 설치되어 있다.
| 둔촌오륜 ↑ |
| \| 하 \|   |
| 시·종착역  |

| 하행 | ● 서울 지하철 9호선 | 일반 올림픽공원 · 종합운동장 · 선정릉 · 신논현 · 노량진 · 김포공항 · 개화 방면 |
| 하행 | ● 서울 지하철 9호선 | 급행 올림픽공원 · 종합운동장 · 선정릉 · 신논현 · 노량진 · 김포공항 방면        |
| 상행 | ● 서울 지하철 9호선 | 일반·급행 당역 종착                                                            |

- 대합실을 통해 반대편 승강장으로 이동이 가능하다.

## 역 주변
- 중앙보훈병원
- 서울선린초등학교
- 둔촌중학교
- 일자산해맞이공원
- 둔촌고등학교

## 사진

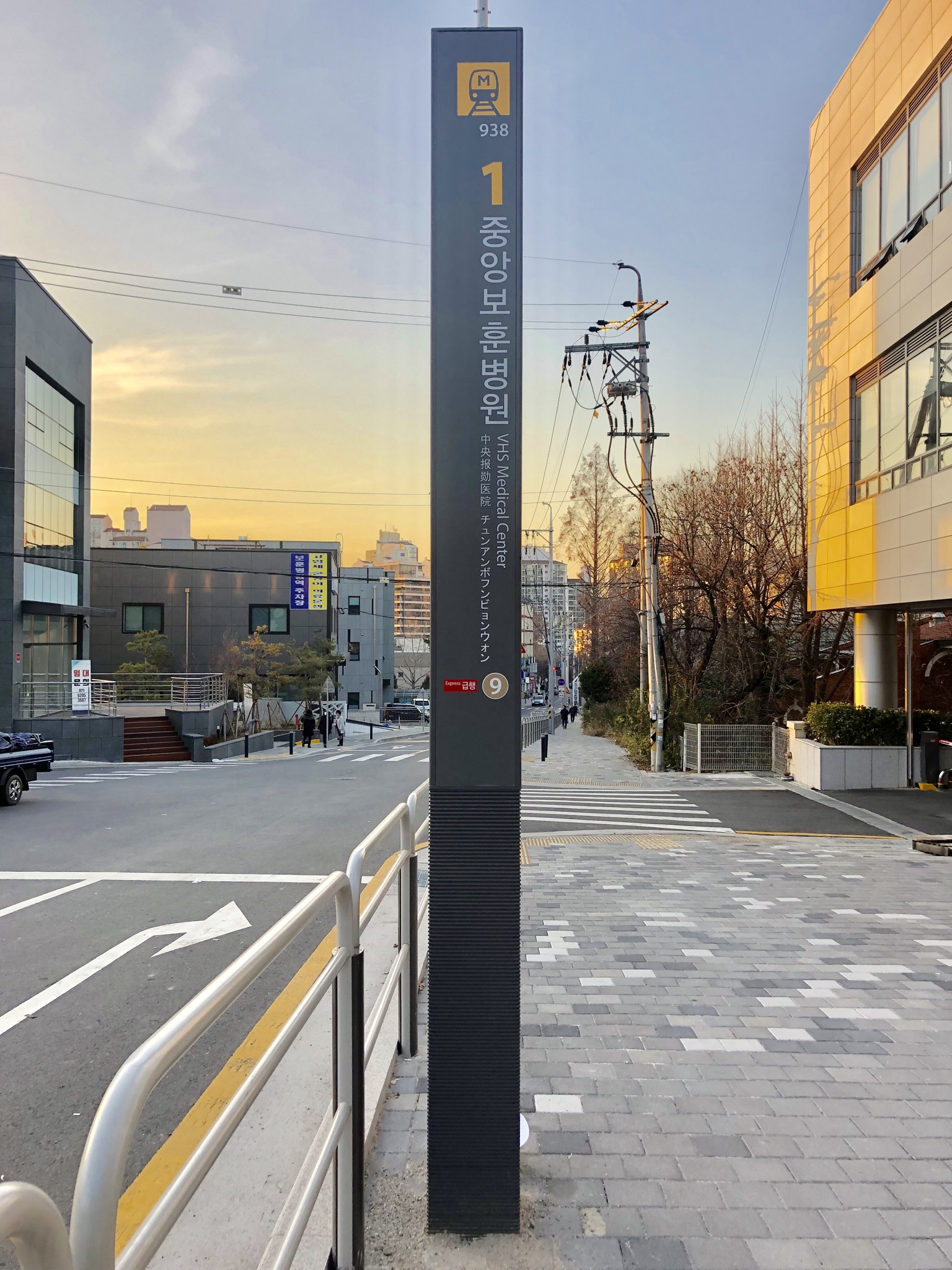
1번 출입구 폴사인
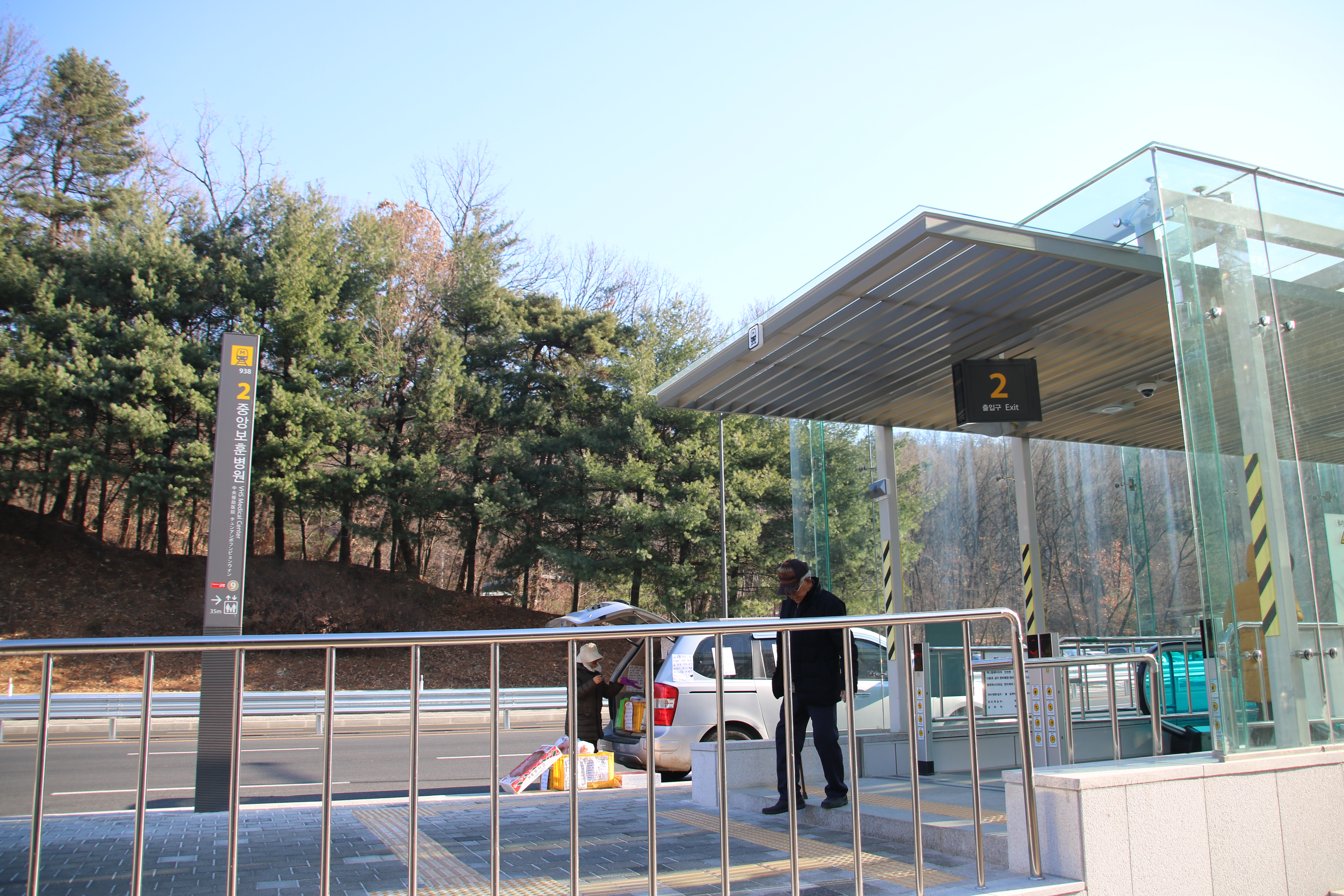
2번 출입구
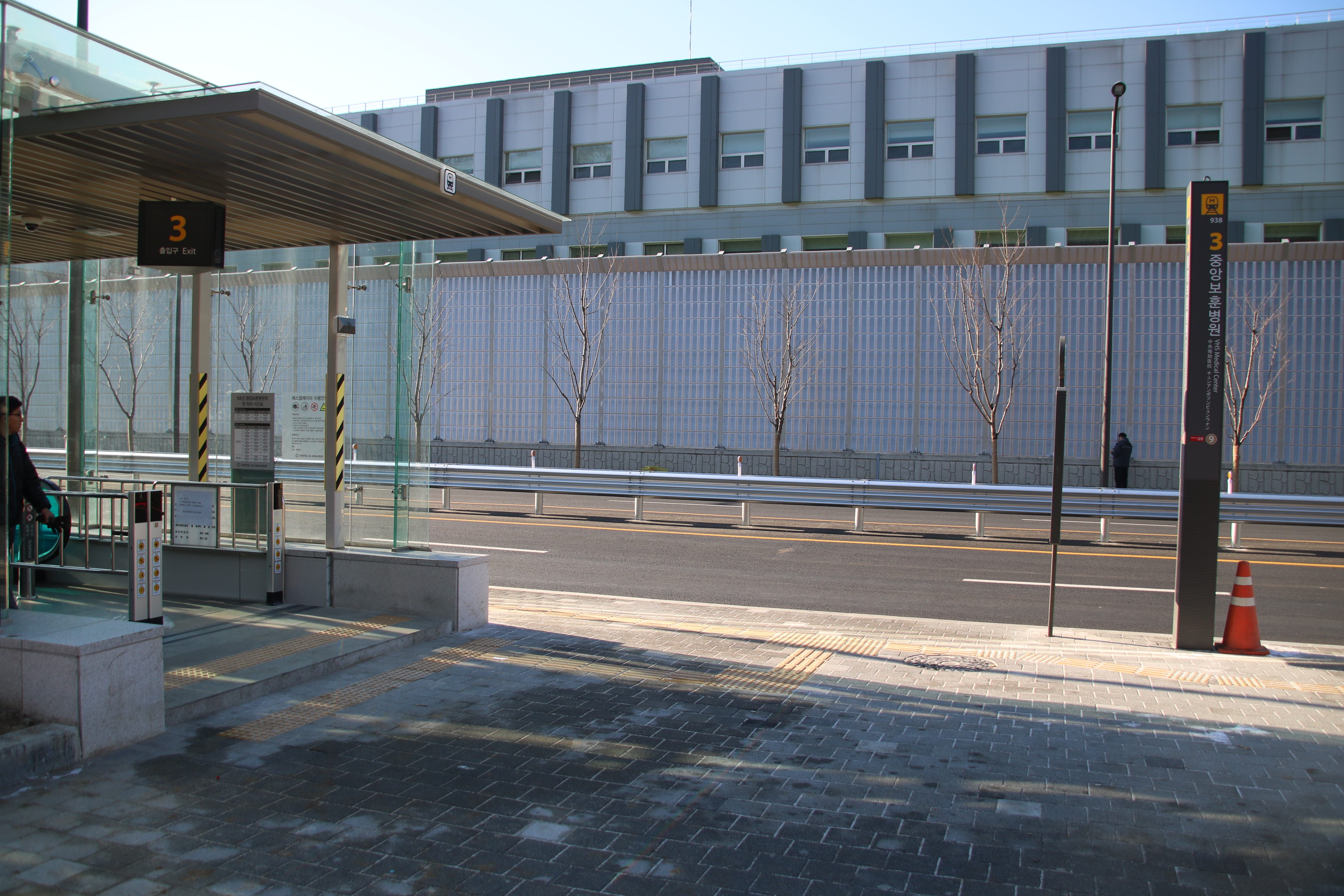
3번 출입구
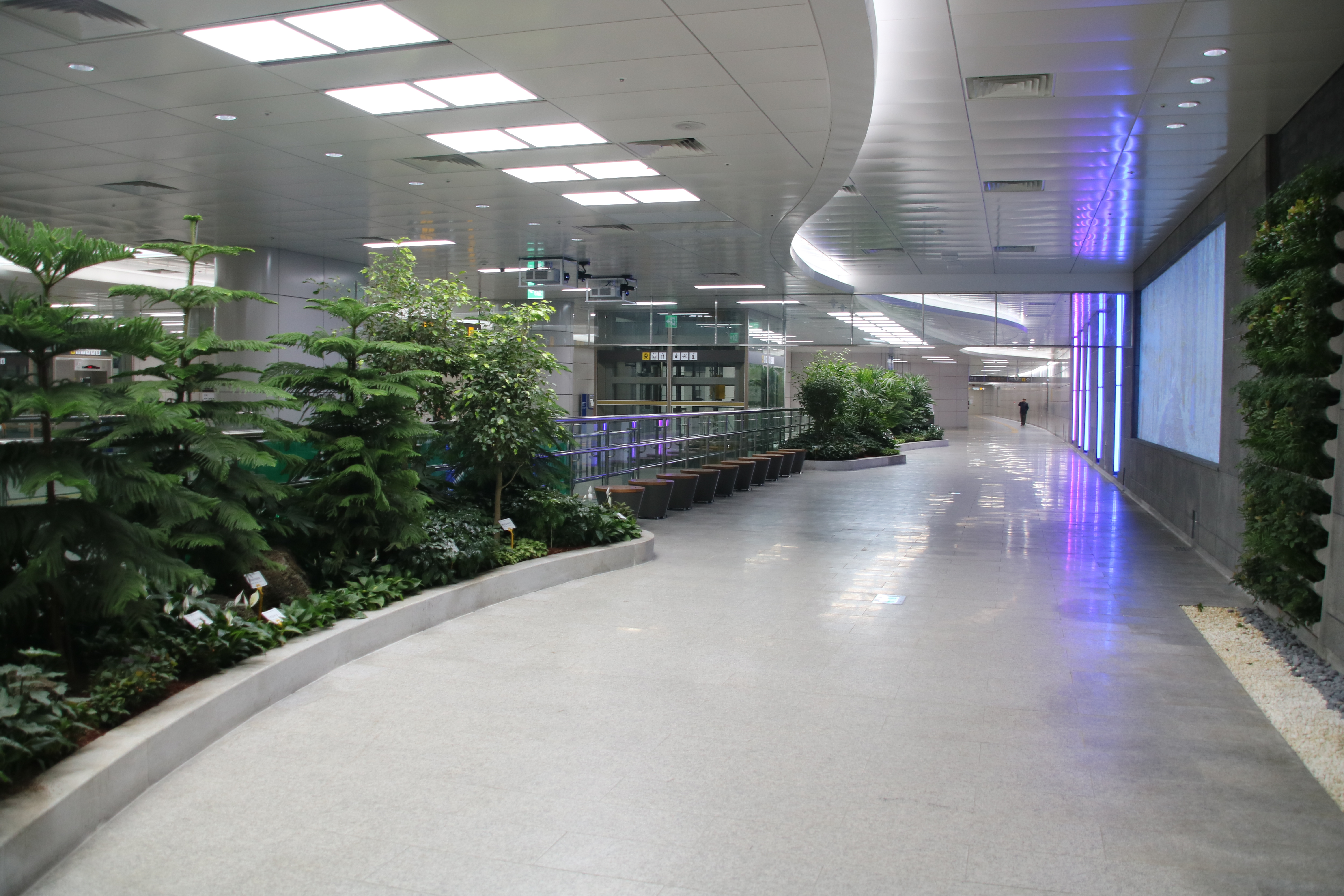
대합실
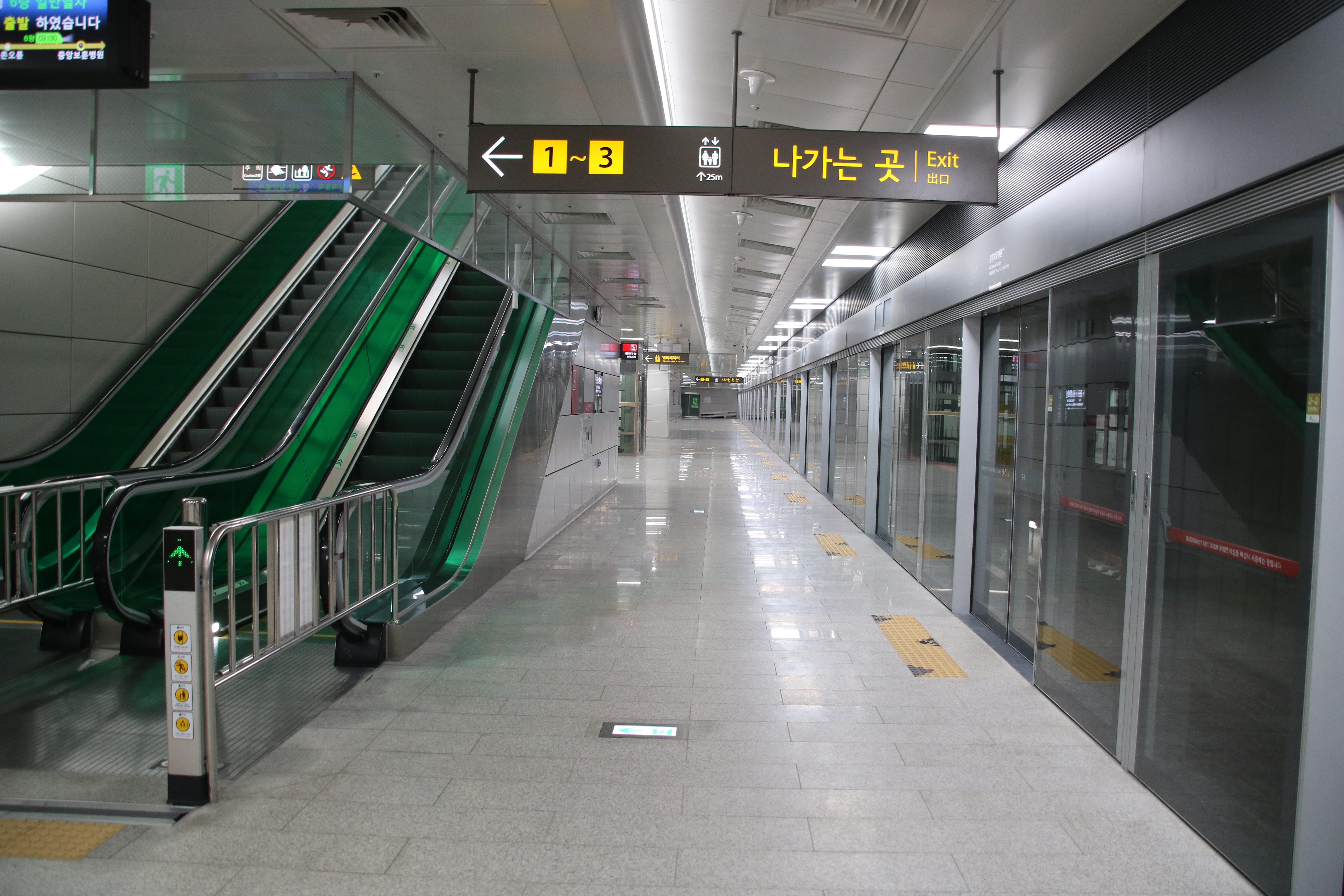
승강장(하행선 종착)
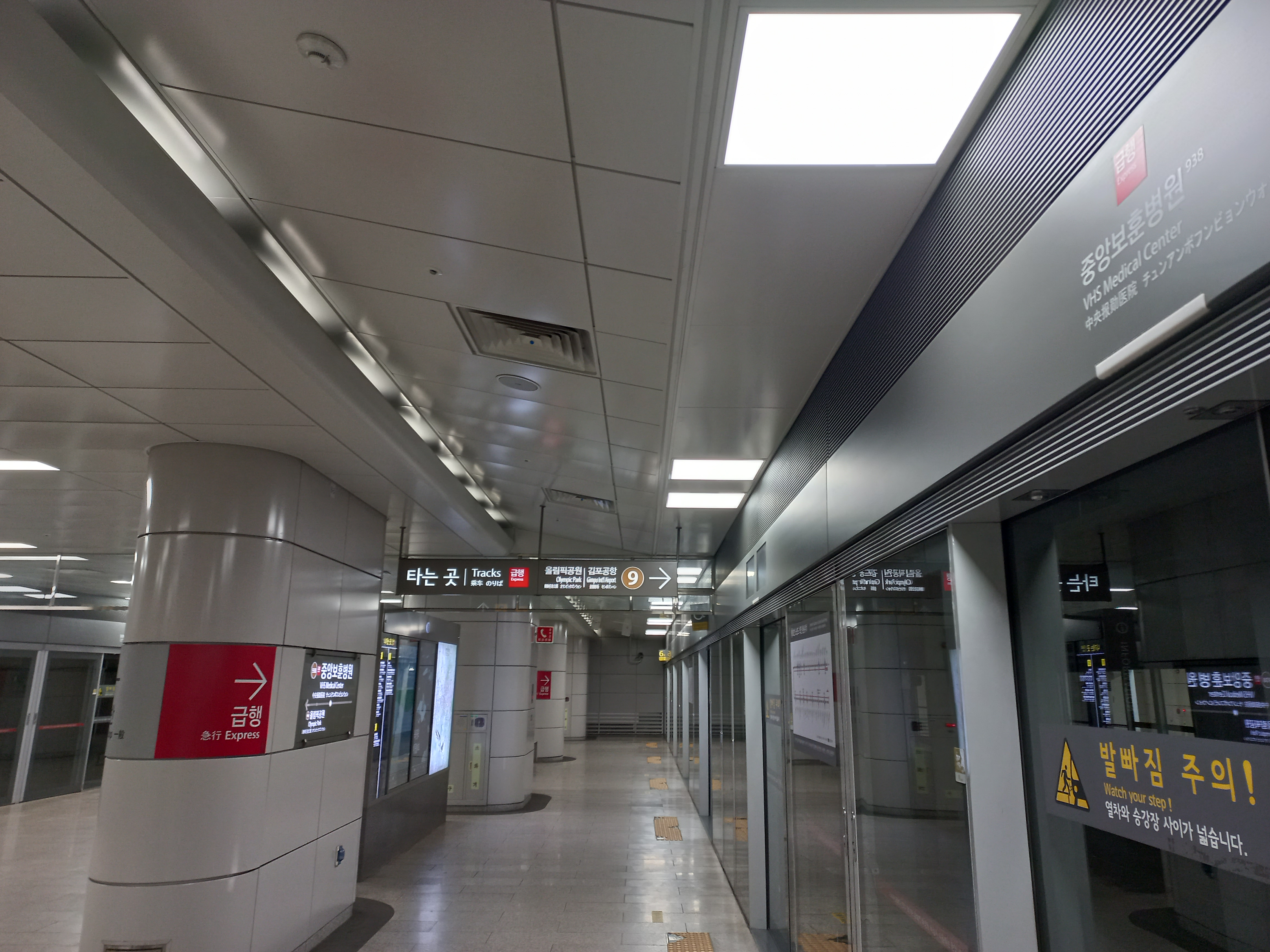
승강장(상행선 급행)

## 인접한 역
939 길동생태공원(미개통)
| 서울 지하철 9호선            | 서울 지하철 9호선        | 서울 지하철 9호선 |
| ---------------------------- | ------------------------ | ----------------- |
| 936 올림픽공원 김포공항 방면 | ● 서울 지하철 9호선 급행 | 시·종착역         |
| 937 둔촌오륜 개화 방면       | ● 서울 지하철 9호선 일반 | 시·종착역         |

## 역 연장
추후 풍양역 방향으로 2028년에 길동생태공원역이 개통될 예정이다.